# Araneus rarus
Araneus rarus là một loài nhện trong họ Araneidae.
Loài này thuộc chi Araneus. Araneus rarus được Eugen von Keyserling miêu tả năm 1887.